# Yasuyuki Yasuda
Yasuyuki Yasuda, död 30 maj 1972, var en japansk terrorist och medlem i organisationen Japanska Röda Armén. Han begick självmord alternativt sköts av säkerhetspersonal när han tillsammans med två andra attackerade en flygplats i Tel Aviv.